# Trajansthermen

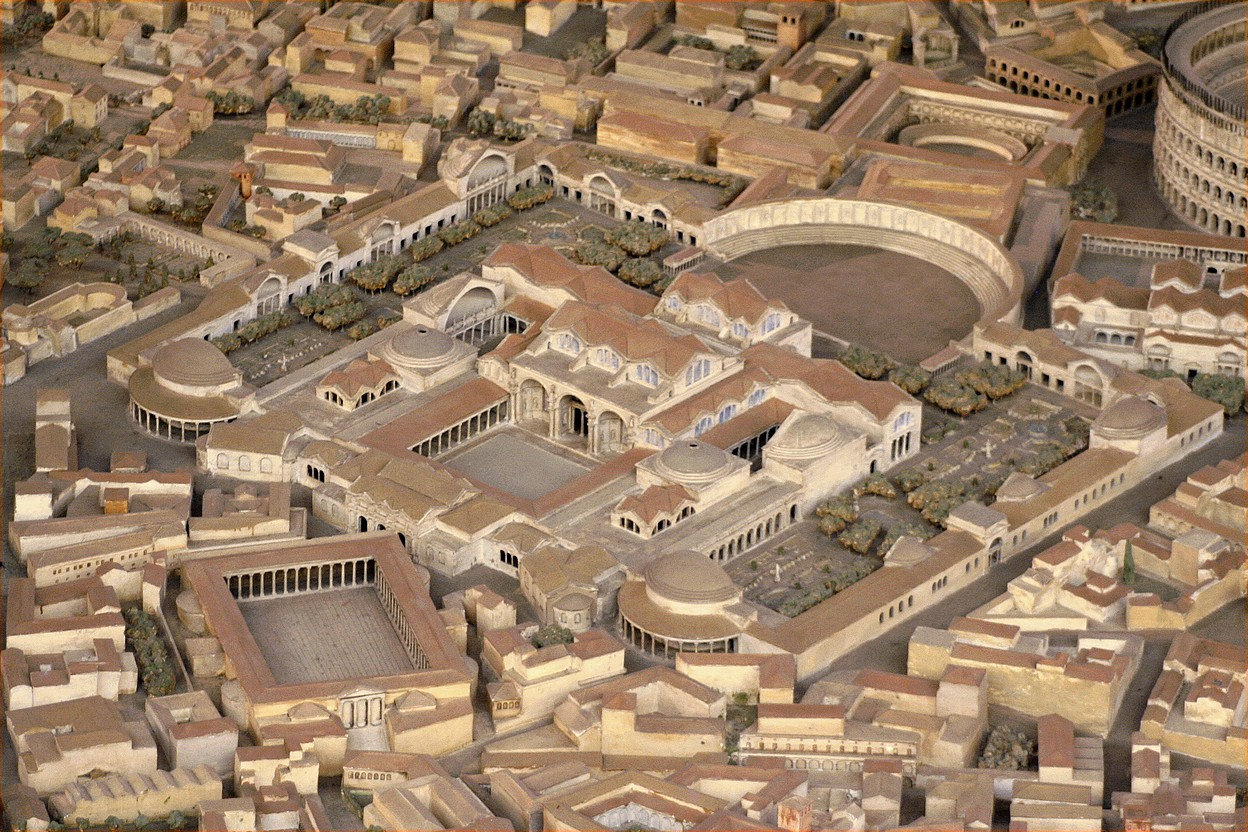
Modell der Anlage

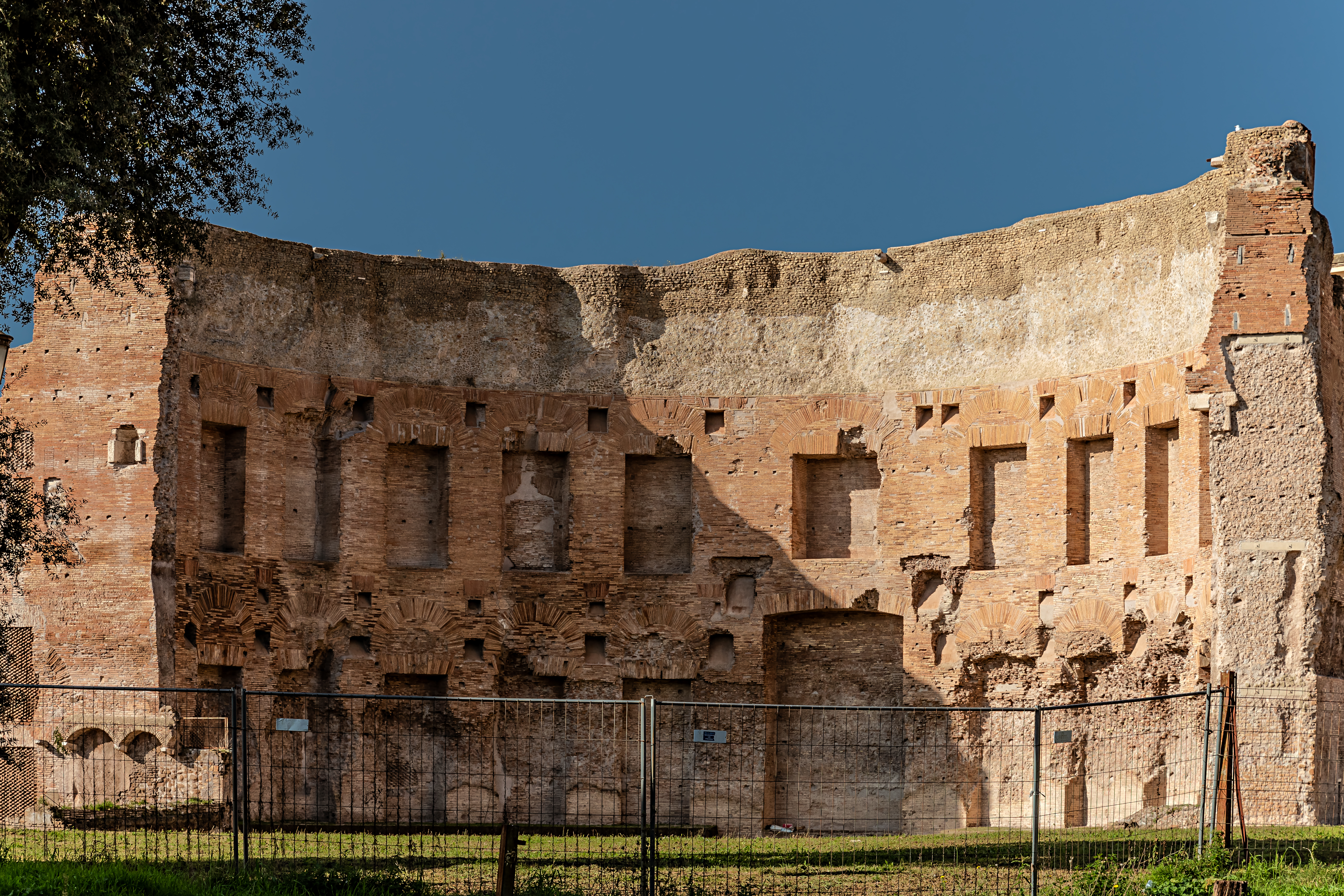
Eine der großen Exedren der Umfassungsmauer der Thermen

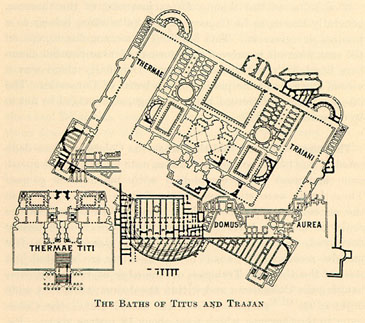
Grundriss der Trajansthermen

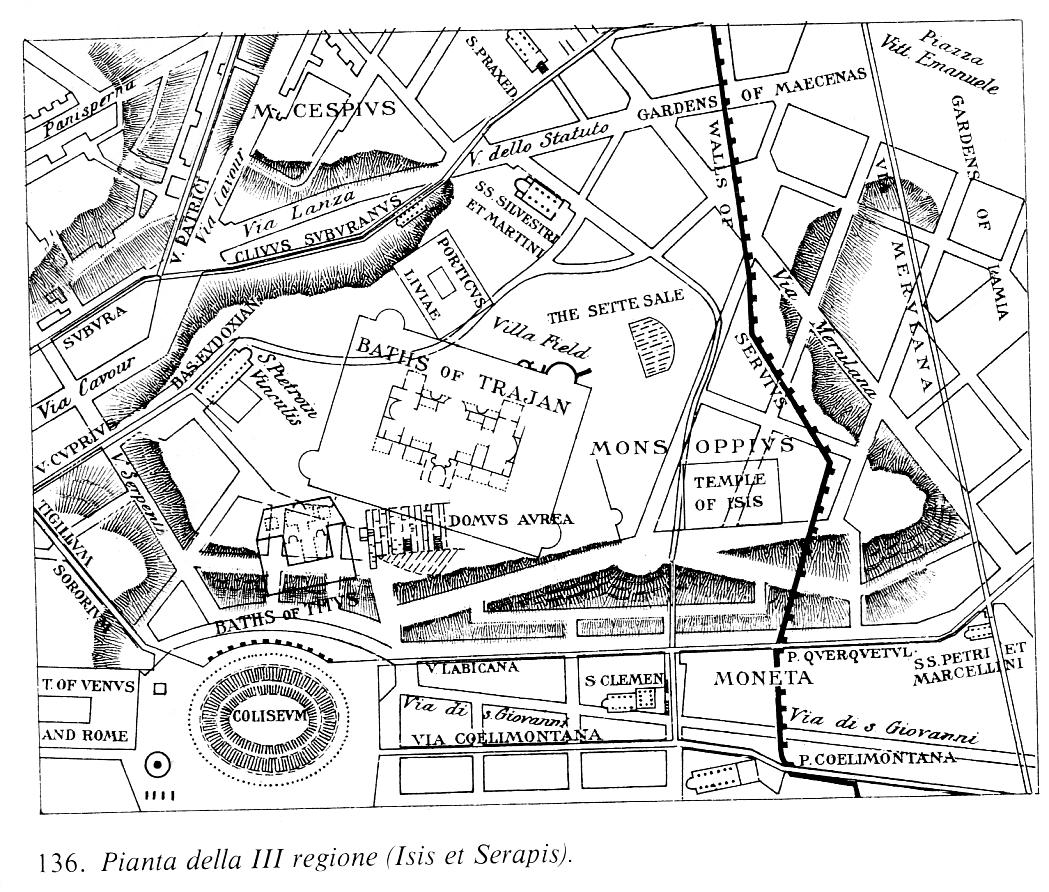
Geografische Lage der Trajansthermen

Die Trajansthermen waren eine antike Thermenanlage in Rom und wurden neben den Titusthermen errichtet, die sie fortan mit ihrer Größe in den Schatten stellten. Zur Zeit ihrer Einweihung am 22. Juni 109 n. Chr. waren die Trajansthermen die größten Thermen in Rom. Übertroffen wurden sie später nur noch von den Caracallathermen und den Diokletiansthermen. Die Anlage wurde teilweise auf einem Flügel der Domus Aurea erbaut, deren Räume nach einer Brandzerstörung im Jahr 104 zugeschüttet wurden, um eine plane Ebene an den Abhängen des Esquilin für die riesige Anlage zu erhalten. Teilweise blieben die verschütteten Räume der Domus Aurea als Kellergeschosse der Thermen zugänglich. Als Architekt wird nach einer Angabe bei Cassius Dio Apollodor von Damaskus vermutet, der für Trajan unter anderem auch das Trajansforum plante.
Die Gesamtanlage hatte eine Ausdehnung von etwa 330 zu 315 Metern, das Zentralgebäude etwa 190 zu 212 Metern. Die Trajansthermen besaßen im Vergleich zu den vorangegangenen kaiserlichen Thermenbauten erstmals eine Art Park, in dem die eigentlichen Thermen standen und der von einer Umfassungsmauer umgeben war. Die Kaiser Caracalla und Diokletian kopierten diese Anlage danach mehr oder weniger, indem sie ähnliche Thermenanlagen errichteten. Die Trajansthermen sind etwas anders ausgerichtet als die Titusthermen, um eine bessere Ausnutzung der Sonnenstrahlung zu ermöglichen.
Den Eingang zu den Thermen bildete ein Torbau im Norden. Rechts und links von einem offenen Hof mit einem Schwimmbecken (natatio) lagen spiegelbildlich zwei Gebäudeteile mit Sälen, im Süden des Hofs die eigentliche Badeanlage mit Caldarium, Tepidarium und einer Basilika.
Heute ist von den Thermen nur noch wenig zu sehen. Im Park auf dem Oppius, einem der Rücken des Esquilin, sind noch einige Überreste erhalten. Eine Rekonstruktion ist durch einen Ausschnitt aus der Forma Urbis möglich. Vor einigen Jahren wurden unterhalb der großen, sehr gut erhaltenen westlichen Exedra der Umfassungsmauer weitere Überreste der Domus Aurea entdeckt. Auf einer als Substruktion für die darüber liegende Thermenanlage genutzten Mauer kam dabei ein bemerkenswertes Fresko einer befestigten Stadt ans Licht.